# 우치코시 코타로
우치코시 코타로(일본어: 打越 鋼太郎 우치코시 고타로[*], 1973년 11월 17일 ~ )는 일본의 비디오 게임 디렉터이자 작가다. 《인피니티》와 《극한탈출》 시리즈같은 비주얼 노블 제작에 참여한 것으로 유명하다. 사이언스 픽션을 소재로 과학적 및 철학적 주제를 섞는 서사적 기법과 수많은 반전이 그가 만든 작품의 특징이다.
유년 시절부터 이야기 중심 게임에 관심이 있던 그는 직업학교에서 비디오 게임 개발을 공부했다. 처음 게임 개발에 입문한 것은 1998년 KID에 입사했을 때로, 《메모리즈 오프 (1999)》와 《네버 7: 디 엔드 오브 인피티니 (2000)》같은 미소녀 게임을 위한 시나리오를 집필했다. 2001년, 그는 KID를 떠나 프리랜서 작가가 돼 비주얼 노블 집필에 계속 참여했다. 2007년 우치코시는 춘소프트에 입사했으며, 이 때 비주얼 노블에 플레이어가 풀 퍼즐을 조합하는 발상에 착안해, 경력상 처음으로 기획자로서 《극한탈출 9시간 9명 9의 문 (2009)》를 제작했다.
《극한탈출 9시간 9명 9의 문》과 후속작 《극한탈출 ADV 착한 사람 사망입니다 (2012)》는 일본에서 상업적 실패를 기록했다. 춘소프트가 《극한탈출》 시리즈를 중단시키는 동안 우치코시는 프리랜서로 활동하면서 그의 첫 아니메 《펀치라인 (2015)》을 집필하고 만화화 및 비디오 게임화 작품에 관여했다. 《극한탈출》 시리즈의 귀환을 바라는 대중의 목소리가 커지자, 그는 게임 산업에 돌아와 시리즈 마지막 작품 《제로 이스케이프: 시간의 딜레마 (2016)》를 기획 및 집필했다. 2017년, 그는 스파이크 춘소프트를 퇴사하고 《인피티니》 공동작가 나카자와 타쿠미와 일부 《단간론파》 시리즈 제작진과 공동으로 개발사 투 쿄 게임스를 설립했다. 이후 애니메이션 《노을빛 소녀 (2019)》의 구상을 맡았으며 어드벤처 게임 《AI: 더 솜니움 파일즈 (2019)》와 후속작 《AI: 더 솜니움 파일즈 – 니르바나 이니셔티브 (2022)》를 제작했다.

## 생애
우치코시는 1973년 11월 17일 도쿄도 히가시무라야마시에서 출생했다.

## 작품

### 비디오 게임
| 연도      | 제목                                       | 역할                          | 비고                                 | 각주        |
| --------- | ------------------------------------------ | ----------------------------- | ------------------------------------ | ----------- |
| 1999      | 펩시맨                                     | 3D 모델                       |                                      | [ 3 ]       |
| 1999      | 메모리즈 오프                              | 플래너, 시나리오 작가         |                                      | [ 3 ]       |
| 2000      | 네버 7: 디 엔드 오브 인피티니              | 플래너, 시나리오 작가         |                                      | [ 3 ]       |
| 2000      | 메모리즈 오프 퓨어                         | 시나리오 작가                 |                                      | [ 4 ]       |
| 2001      | Close To: Inori no Oka                     | 시나리오 작가                 |                                      | [ 5 ]       |
| 2001      | 메모리즈 오프 세컨드                       | 플래너, 시나리오 작가         |                                      | [ 3 ]       |
| 2002      | 에버 17: 디 아웃 오브 인피니티             | 플래너, 시나리오 작가         |                                      | [ 3 ]       |
| 2003      | 불명의 성인용 비주얼 노블                  | 시나리오 작가                 |                                      | [ 3 ]       |
| 2004      | 리멤버 11: 디 에이지 오브 인피니티         | 시나리오 작가                 | 가명 '츠키시오 하카네' 사용          | [ 3 ]       |
| 2006      | EVE: New Generation                        | 플래너, 시나리오 작가         |                                      | [ 3 ]       |
| 2006      | 카마이타치의 밤                            | 시나리오 작가                 |                                      | [ 3 ]       |
| 2008      | 12리븐: 더 사이클리미널 오브 인티그럴      | 플래너, 시나리오 작가         |                                      | [ 3 ]       |
| 2009      | 극한탈출 9시간 9명 9의 문                  | 플래너, 디렉터, 시나리오 작가 |                                      | [ 3 ]       |
| 2012      | 극한탈출 ADV 착한 사람 사망입니다          | 플래너, 디렉터, 시나리오 작가 |                                      | [ 3 ]       |
| 2013      | 슈타인즈 게이트: 선형구속의 페노그램       | 시나리오 작가                 | "Abduction Across Three Worlds" 담당 | [ 3 ] [ 6 ] |
| 2016      | 펀치라인                                   | 시나리오 작가                 |                                      | [ 7 ]       |
| 2016      | 제로 이스케이프: 시간의 딜레마             | 디렉터, 시나리오 작가         |                                      | [ 8 ]       |
| 2019      | AI: 더 솜니움 파일즈                       | 디렉터, 시나리오 작가         |                                      | [ 9 ]       |
| 2020      | 월즈 엔드 클럽                             | 디렉터, 시나리오 작가         |                                      | [ 10 ]      |
| 2022      | AI: 더 솜니움 파일즈 – 니르바나 이니셔티브 | Scenario writer               |                                      | [ 11 ]      |
| 발표 예정 | TRIBE NINE                                 | 발표 예정                     |                                      | [ 12 ]      |

### 그 외
| 연도 | 제목                        | 역할          | 비고                                        | 각주   |
| ---- | --------------------------- | ------------- | ------------------------------------------- | ------ |
| 2015 | 펀치라인                    | 작가          | 아니메 텔레비전 시리즈                      | [ 13 ] |
| 2015 | 펀치라인 맥스               | 원안          | 만화 시리즈                                 | [ 14 ] |
| 2017 | The Pop Star's Room of Doom | 시나리오 작가 | 스크랩이 일본과 미국에서 운영한 방탈출 놀이 | [ 15 ] |
| 2018 | 노을빛 소녀                 | 원안          | 아니메 텔레비전 시리즈                      | [ 16 ] |

## 참조

### 내용주
1. ↑  일본어: 槻潮 鋼